# Fissidens firmus
Fissidens firmus är en bladmossart som beskrevs av Mitten 1859. Fissidens firmus ingår i släktet fickmossor, och familjen Fissidentaceae. Inga underarter finns listade i Catalogue of Life.